# Valle de Tabladillo
Valle de Tabladillo es un municipio de España, en la provincia de Segovia, comunidad autónoma de Castilla y León. Su término municipal tiene una superficie de 16,46 km² y una población de 74 habitantes (INE 2024) y cuenta también con la localidad de Barrio de Arriba.
El municipio forma parte del Ochavo de las Pedrizas y Valdenavares dentro de la Comunidad de Villa y Tierra de Sepúlveda.

## Historia
El territorio es repoblado durante la Reconquista por la Comunidad de Villa y Tierra de Sepúlveda, quedando encuadrada dentro del Ochavo de las Pedrizas y Valdenavares.
El Valle de Tabladillo tiene pasado minero. Las huertas y las antiguas minas de yeso de este pueblo segoviano han sido muy importantes a lo largo de su historia. El municipio, de un centenar de habitantes, se encuentra situado al norte del Parque natural de las Hoces del Río Duratón. 
Antiguamente, los vecinos de la localidad extraían yeso en invierno y trabajaban en el campo en verano. Valle de Tabladillo llegó a albergar hasta ocho minas. La última dejó de funcionar a finales de los años 90. 
El trabajo en la mina se realizaba con pico y pala. Los mineros sacaban el yeso en sacos, luego lo horneaban con madera de chopo, lo molían y distribuían. El yeso de Valle de Tabladillo se utilizó, por ejemplo, en el Palacio Real de La Granja de San Ildefonso.

## Geografía

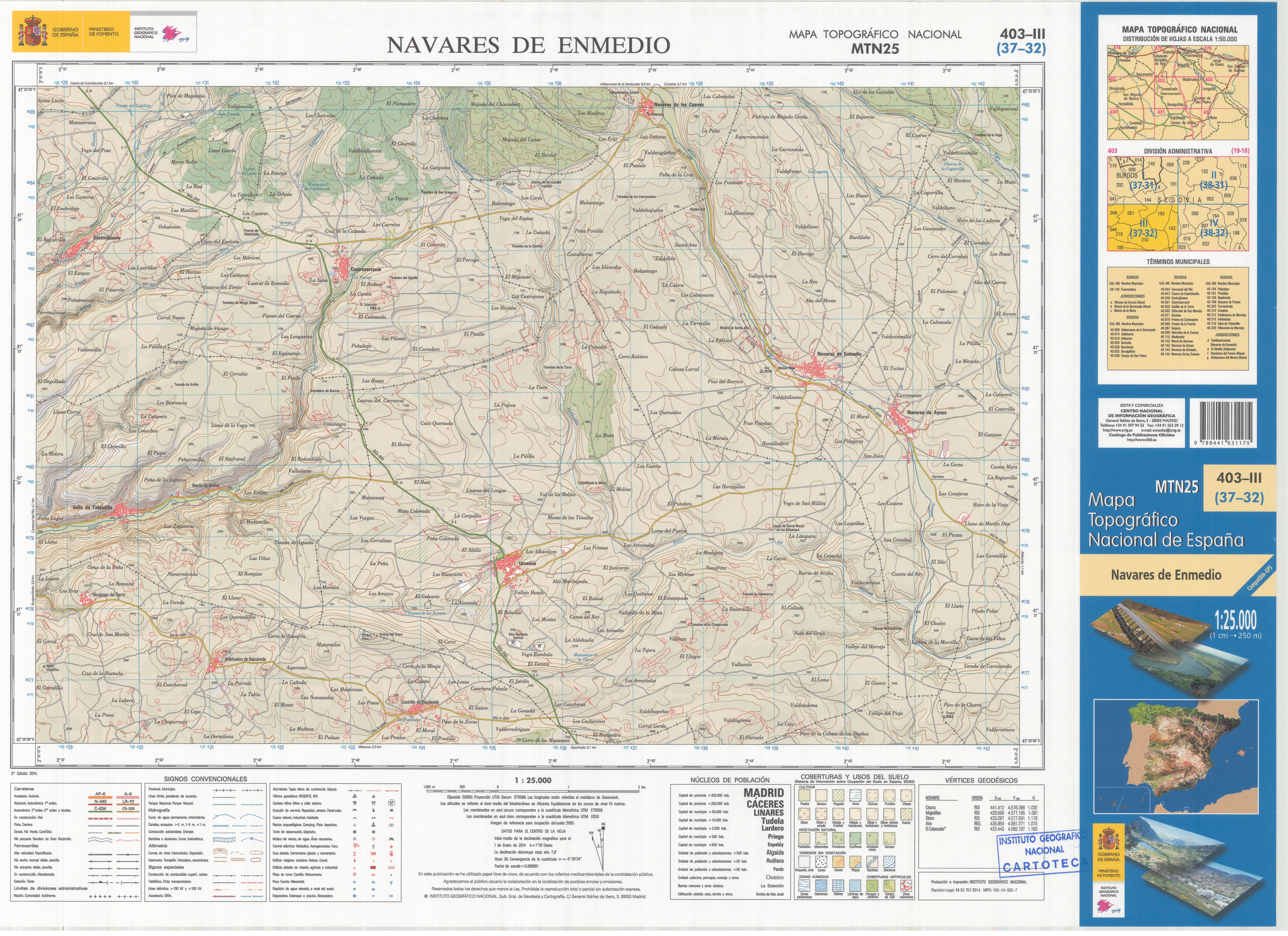
Fragmento de la hoja 403 del Mapa Topográfico Nacional de España de 2014 en el que se representa parte de Valle de Tabladillo

| Noroeste: Carrascal del Río | Norte: Castrojimeno | Noreste: Castroserracín |
| Oeste: Carrascal del Río    |                     | Este: Urueñas           |
| Suroeste: Sepúlveda         | Sur: Sepúlveda      | Sureste: Sepúlveda      |

### Núcleos urbanos

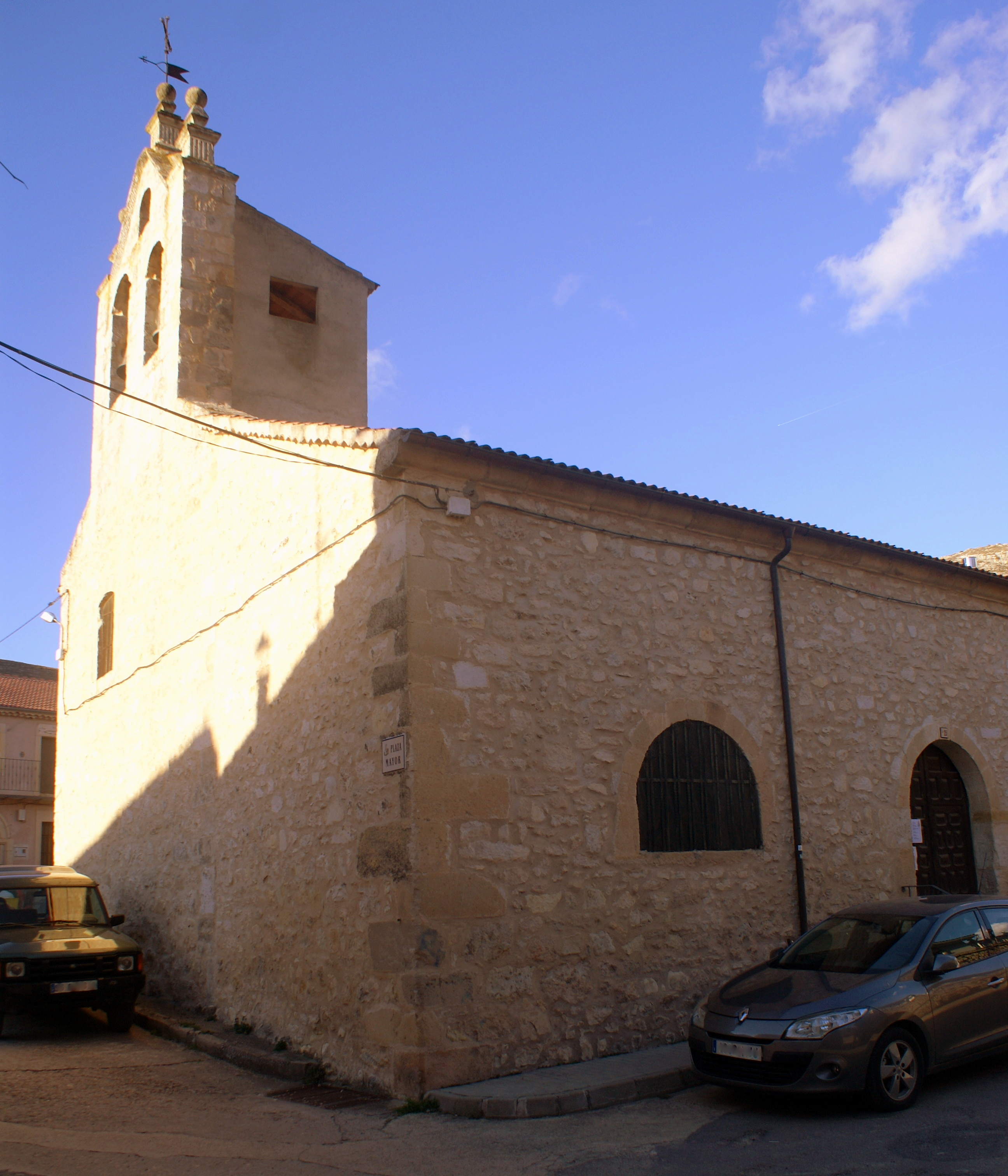
Iglesia de la Inmaculada

- Valle de Tabladillo.
- Barrio de Arriba.
- Pajares , despoblado del cual quedan restos de la Ermita de San Juan.

## Geografía humana

### Demografía
Cuenta con una población de 74 habitantes (INE 2024).
| Gráfica de evolución demográfica de Valle de Tabladillo entre 1842 y 2021                                             |
| |
| Población de derecho según los censos de población del INE. Población de hecho según los censos de población del INE. |

### Población por núcleos
Desglose de población según el Padrón Continuo por Unidad Poblacional del INE.
| Núcleos             | Habitantes (2024) |
| ------------------- | ----------------- |
| Valle de Tabladillo | 70                |
| Barrio de Arriba    | 4                 |

## Administración y política
| Periodo   | Nombre                                                   | Partido | Partido             |
| --------- | -------------------------------------------------------- | ------- | ------------------- |
| 1979-1983 | Eleuterio Poza Lobo                                      |         | UCD                 |
| 1983-1987 | Atanasio Peña Fresnillo                                  |         | AP-PDP-UL           |
| 1987-1991 | Atanasio Peña Fresnillo                                  |         | PDP                 |
| 1991-1995 | Atanasio Peña Fresnillo                                  |         | PP                  |
| 1995-1999 | Santos Fresnillo Lobo                                    |         | PSOE                |
| 1999-2003 | Benedicto Poza Peña                                      |         | PP                  |
| 2003-2007 | Benedicto Poza Peña                                      |         | PP                  |
| 2007-2011 | Benedicto Poza Peña                                      |         | PP                  |
| 2011-2015 | Juana Lobo Peña                                          |         | Ecolo-Verdes (Equo) |
| 2015-2019 | Juana Lobo Peña (2015-2017) Vanesa Lobo Poza (2017-2019) |         | PP                  |
| 2019-2023 | Vanesa Lobo Poza                                         |         | PP                  |
| 2023-act. | Ricardo San Ignacio Peña                                 |         | PP                  |